# Drina Štajnberg
Drina Štajnberg (Dizeldorf, 20. mart 1976) je pseudonim srpske književnice Biljane Skorić. Osnivač je i urednik izdavačke kuće Drina Steinberg Publishing House koja pored njenih publikuje i romane domaćih autora. 
Drina je rođena 20. marta 1976. u Dizeldorf, a živi i radi u Loznici..   
Godine 2014. izdala je prvi roman "Miris nasleđa" kojim skreće pažnju javnosti na sebe, zbog mešavine fantastike inspirisane slovenskom mitologijom i veoma intenzivne ljubavno-erotske priče.  
Od 2017. godine redovno izlaže ne beogradskom sajmu knjiga sa zapaženim uspehom.  
Od 2022. godine sarađuje sa Bookmate internet servisom za čitanje digitalnih knjiga.  
Majka je jednog dečaka. Veliki je fan stripova, prvenstveno Dilana Doga.

## Bibliografija
Drinini romani su mešavina fantastike inspirisane slovenskom mitologijom i ljubavne priče sa zdravom dozom erotike. Do sad je napisala sedam romana.

### Romani
- 2014. Miris nasleđa (Prvi deo trilogije Purpur Arkone)
- 2015. Zemlja Mraza (Drugi deo trilogije Purpur Arkone)
- 2016. Sjaj bezdana (Treći deo trilogije Purpur Arkone)
- 2018. Bejla
- 2018. Kosingas - Neispričane priče (zbirka kratkih priča iz Kosingas univerzuma) - priča Avature Amazonke Altin - Ar - IK Strahor
- 2018. Čuvari zlatnog runa 2 (zbirka priča o Zviždu i Homolju)- priča 'Ivanovi čardaci' -IK Centar za kulturu „Veljko Dugošević“
- 2019. Jar (Nastavak romana Bejla)
- 2022. Senke Grimizne šume  (roman u epizodama) - IK Bookmate Originals
- 2023. Skaska - Veličina tuge
- 2024. Rujan - Jednonoćje - Trilogija Purpur Arkone #1.5 (novela)

### Novinski članci i eseji
- „Priče o Dilanu Dogu”  članak "Moj život sa Dilanom", Časopis KIŠA #10, 2017.[3]

## IzdanjaDrina Štajnberg izdavačke kuće
- Ničije nebo, Sanja Vukosavljević (2017)[4]
- Samo malo loša, Sanja Vukosavljević (2018)[5]
- Rizikuj sebe, Sanja Vukosavljević (2019)[6]
- AURORA: Koltova svetlost, S.J. Abbo (2017)[7]
- Kako dalje, Jovana Bokan (2019)[8]
- Povratak u stvarnost, Jovana Bokan (2022)
- Fobos, Viktor Diksen (2022)
- Jedna srpska misterija - Dan bez svetlosti - knjiga prva, Miloš i Dragutin Jastrebić (2023)
- Gavranov svet - Postanje, Sandra Kravić Simonović (2023)[9]
- Pakt, D.P. Eden (2023)
- Srebrni Sjaj Zvezde, Jovana Bosanac (2024)
- Tragom Kašmira, Milisav Rosić (2024)
- Ovenčani slavom, Dalibor Vukić (2024)
- Njen oproštaj, Talijata (2024)
- Srce u Plamenu (Neotkrivene priče), Lil'Maja Ugrinović (2024)
- Jedna srpska misterija - Noć bez kraja - knjiga druga, Miloš i Dragutin Jastrebić (2024)

## Spoljašnje veze
- Zvanična internet stranica izdavačke kuće Drina Steinberg Publishing House Архивирано на веб-сајту  (22. јануар 2021)
- Zvanična Fejsbuk stranica
- Intervju sa Drinom Steinberg
- https://www.drinapublishing.com/ Архивирано на веб-сајту  (24. јануар 2024)